# Aéroport international de Narita
Pour les articles homonymes, voir Aéroport de Tokyo et Narita (homonymie).
L'aéroport international de Narita (成田国際空港, Narita kokusai kūkō), code IATA : NRT • code OACI : RJAA, est un aéroport international situé à Narita, dans la préfecture de Chiba au Japon. Il est l'un des deux principaux aéroports du Grand Tokyo, l'autre étant l'aéroport international de Tokyo-Haneda. Il reçoit la plupart des vols internationaux contrairement à l'aéroport international Haneda situé bien plus près de Tokyo qui reçoit les vols intérieurs. Il est situé à une soixantaine de kilomètres à l'est de la capitale et jusqu'en 2004, il était connu comme le New Tokyo International Airport. En 2007, il était le vingt-quatrième aéroport mondial en volume de trafic total avec plus de 35 millions de passagers qui y ont transité ainsi que le huitième aéroport mondial pour le trafic international avec plus de 32 millions de passagers dans des vols internationaux en 2008.
Pour réduire les nuisances, les décollages et atterrissages sont interdits entre 23 h et 6 h sauf circonstances exceptionnelles.
L'aéroport international de Narita constitue le principal hub international pour Japan Airlines et All Nippon Airways ainsi que secondaire pour Delta Air Lines.

## Situation

### Carte des 50 principaux aéroports du Japon
| Akita Amami Aomori Asahikawa Chūbu Fukuoka Fukushima Hakodate Hanamaki Hiroshima Ibaraki Ishigaki Izumo Kagoshima Kansai Kitakyushu Kobe Kōchi Komatsu Kumamoto Kumejima Kushiro Iwakuni Matsuyama Memanbetsu Miho-Yonago Misawa Miyako Miyazaki Nagasaki Nagoya Naha Tokyo · Narita Niigata Ōita Okayama Osaka Saga Sendai Shin-Chitose Shizuoka Shonai Takamatsu Tokachi-Obihiro Tokushima Tokyo · Haneda Tottori Toyama Tsushima Yamaguchi Ube |

## Histoire
En 1962, le gouvernement japonais cherche une solution au trop encombré aéroport international Haneda, et suggère un New Tokyo International Airport (新東京国際空港, Shin-Tōkyō kokusai kūkō) pour accueillir les vols internationaux.
Initialement prévu à Tomisato, il fut finalement déplacé à 5 km au nord-est, à Sanrizuka, où la famille impériale possédait une grande ferme — ce qui facilita l'expropriation, mais n'empêcha pas les controverses.
Les expropriations débutèrent en 1971, et occasionnèrent de violents affrontements, connus comme la lutte de Sanrizuka. Il y eut officiellement 13 morts, dont 5 policiers, 291 paysans arrêtés, et plus d'un millier d'étudiants venus soutenir les paysans blessés et arrêtés lors des combats. Ces affrontements sont documentés par la série de films documentaires de Shinsuke Ogawa, dont Front de libération du Japon - L'Été à Sanrizuka, sorti en 1968, ainsi que par les vingt dernières minutes du documentaire français Kashima Paradise de Yann Le Masson et Bénie Deswarte, sorti en 1973.
L'aéroport devait être inauguré en mars 1978 mais la résistance au projet le retarda de deux mois.

Plan de l'aéroport de Narita avant l'ouverture du terminal 3.

Il devait y avoir à l'ouverture trois pistes, une de 4 000 m, la seconde de 2 500 m et la troisième de 3 000 m mais, seule celle de 4 000 m demeure achevée jusqu'en 2002. 
La seconde piste est finalement ouverte en 2002 mais elle ne fait que 2 180 m de long parce que l'expropriation nécessaire n'a pas abouti. En 2009 cette piste, la 16L/34R, a pu être prolongée aux 2 500 m prévus. 
La construction d'une troisième piste de 3 200 mètres commence en mai 2025 et serait située sur le côté des terminaux T1 et T2 néanmoins, l'aéroport se heurte toujours à la résistance d'agriculteurs ne souhaitant pas céder leurs terrains. En 2023, des études reprennent avec le projet d'un grand terminal global et la construction de la piste 3, etc.. L'objectif est de mener certains travaux à terme avec une inauguration envisagée en mars 2029.
Le 1er avril 2004, l’aéroport est privatisé et son nom officiel New Tokyo International Airport est changé en Narita International Airport.
Le terminal 3, dédié aux compagnies aériennes à bas prix et pouvant accueillir 50 000 vols par an, ouvre le 8 avril 2015. Il est situé à 500 mètres au nord du terminal 2, où se trouvait un bâtiment dédié aux cargos. Le nouveau terminal comporte aussi des éléments pour réduire les coûts comme l'utilisation de décalcomanies au lieu de panneaux directionnels et des portes et escaliers externes en lieu et place de passerelles. Ces aménagements visent à réduire les coûts des installations pour les compagnies aériennes et leurs passagers d'environ 40 % sur les vols internationaux et de 15 % sur les vols domestiques. Le terminal a été construit par Taisei Corporation pour un montant de 11,2 millions yens pour un début des travaux en janvier 2013.
Narita, l'un des deux grands aéroports de Tokyo, a débuté la construction d'une troisième piste afin de faire face à un afflux record de visiteurs étrangers dans l'archipel.
L'aéroport de Narita prévoit d'atteindre 500 000 décollages et atterrissages annuels d'ici 2029, contre 300 000 en 2025.

### Carte

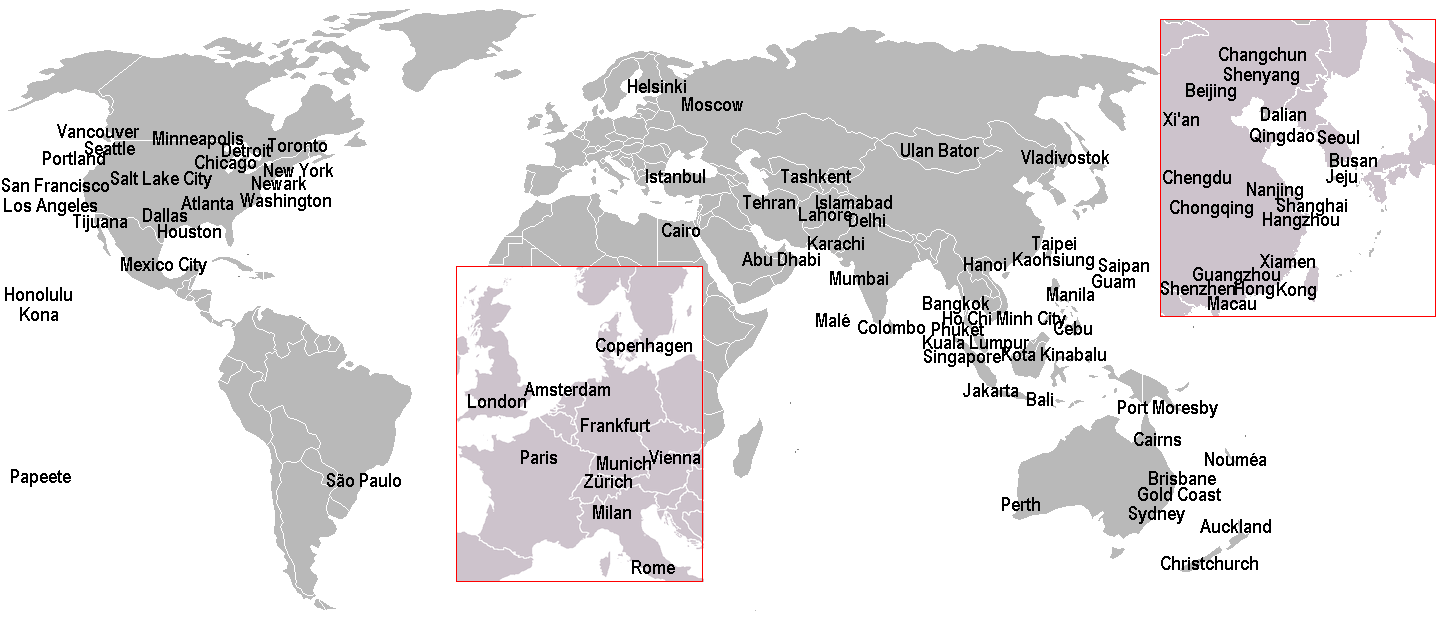
Villes internationales desservies depuis l'aéroport international de Narita en 2009.

## Statistiques
Pour des raisons techniques, il est temporairement impossible d'afficher le graphique qui aurait dû être présenté ici.

Voir la requête brute et les sources sur Wikidata.

### Zoom sur l'impact du covid de 2019-2020
Pour des raisons techniques, il est temporairement impossible d'afficher le graphique qui aurait dû être présenté ici.

Voir la requête brute et les sources sur Wikidata.

## Compagnies aériennes

### Compagnies et destinations
| Compagnies                      | Destinations |
| ------------------------------- | --- |
| Aeroméxico                      | Mexico-B. Juárez |
| Aero Mongolia                   | Oulan-Bator-Gengis Khan (nouveau) |
| AirAsia X                       | Kuala Lumpur |
| Air Busan                       | Pusan-Gimhae, Daegu (suspendu), Guam-A.-B.-Won-Pat |
| Aircalin                        | Nouméa - La Tontouta |
| Air Canada                      | Montréal (P.-E.-Trudeau), Vancouver En saison : Calgary, Toronto (Pearson) |
| Air China                       | Pékin-Capitale, Chengdu-Shuangliu, Chongqing-Jiangbei, Dalian-Zhoushuizi, Hangzhou-Xiaoshan , Shanghai-Pudong, Tianjin Binhai |
| Air India                       | Delhi-Indira Gandhi |
| Air Macau                       | Macao |
| Air New Zealand                 | Auckland |
| Air Niugini                     | En saison : Port Moresby-Jacksons |
| Air Seoul                       | Séoul-Incheon |
| Air Tahiti Nui                  | Tahiti-Faaa |
| All Nippon Airways              | - Bangkok-Suvarnabhumi, - Pékin-Capitale, - Bruxelles-National, - Chengdu-Shuangliu, - Madras (Chennai), - Chicago-O'Hare, - Dalian-Zhoushuizi, - Düsseldorf, - Fukuoka, - Canton-Baiyun, - Hangzhou-Xiaoshan, - Hanoï-Nội Bài, - Hiroshima, - Hô Chi Minh Ville (Tân Sơn Nhất), - Hong Kong, - Honolulu, - Djakarta-S.-Hatta, - Komatsu, - Kuala Lumpur, - Los Angeles, - Manille-N. Aquino, - Mexico-B. Juárez, - Bombay-Chhatrapati-Shivaji, - Nagoya-Chūbu, - Okinawa-Naha, - New York-John F. Kennedy, - Niigata, - Osaka, - Perth, - Phnom Penh, - Qingdao-Jiaodong, - San Francisco, - Shin-Chitose, - Sendai, - Shanghai-Pudong, - Shenyang, - Singapour-Changi, - Taïwan-Taoyuan, - Vladivostok , - Wuhan, - Xiamen-Gaoqi, - Rangoun (Yangon) |
| American Airlines               | Dallas-Fort Worth |
| Asiana Airlines                 | Séoul-Incheon |
| Athens Airways                  | Athènes E.-Venizélos |
| Aurora                          | Vladivostok, Ioujno-Sakhalinsk |
| Austrian Airlines               | Vienne-Schwechat |
| Avianca                         | Bogota-El Dorado |
| Azul Brazilian Airlines         | Rio de Janeiro/Galeão, São Paulo/Guarulhos |
| British Airways                 | Londres-Heathrow |
| Cathay Pacific                  | Hong Kong, Taïwan-Taoyuan |
| Cebu Pacific                    | Mactan-Cebu, Clark, Manille-N. Aquino |
| China Airlines                  | Kaohsiung, Taïwan-Taoyuan |
| China Eastern Airlines          | Pékin-Capitale, Kunming-Changshui , Nankin, Qingdao-Jiaodong, Shanghai-Pudong, Wuhan, Xi'an-Xianyang, Yantai |
| China Southern Airlines         | Changchun, Changsha, Dalian-Zhoushuizi, Canton-Baiyun , Harbin Taiping, Shanghai-Pudong, Shenyang, Shenzhen-Bao'an, Wuhan, Zhengzhou |
| Condor Flugdienst               | Francfort, Tirana-Mère-Teresa |
| Druk Air                        | Bangkok-Suvarnabhumi, Paro |
| Eastar Jet                      | Séoul-Incheon |
| EgyptAir                        | Le Caire |
| El Al                           | Tel Aviv - Ben Gourion |
| Emirates                        | Dubaï |
| Ethiopian Airlines              | Addis-Abeba Bole, Séoul-Incheon |
| Etihad Airways                  | Abou Dabi |
| Eurowings                       | Düsseldorf |
| EVA Air                         | Kaohsiung, Taïwan-Taoyuan |
| Fiji Airways                    | Nadi |
| Finnair                         | Helsinki-Vantaa |
| Fly Gangwon                     | Yangyang |
| Garuda Indonesia                | Denpasar-Bali |
| Hainan Airlines                 | Pékin-Capitale, Xi'an-Xianyang |
| Hawaiian Airlines               | Honolulu |
| HK Express                      | Hong Kong |
| Hong Kong Airlines              | Hong Kong |
| Iberia                          | Madrid-Barajas |
| Ibex Airlines                   | Hiroshima, Komatsu, Sendai |
| ITA Airways                     | Milan-Malpensa, Rome Léonard-de-Vinci/Fiumicino |
| Japan Airlines                  | - Bangkok-Suvarnabhumi, - Pékin-Capitale, - Bangalore-Kempegowda , - Boston Logan, - Pusan-Gimhae, - Dalian-Zhoushuizi, - Francfort, - Fukuoka, - Guam-A.-B.-Won-Pat, - Hanoï-Nội Bài, - Hô Chi Minh Ville (Tân Sơn Nhất), - Hong Kong, - Honolulu, - Djakarta-S.-Hatta, - Kona, - Kaohsiung, - Kuala Lumpur, - Los Angeles, - Manille-N. Aquino, - Melbourne-Tullamarine, - Nagoya-Chūbu, - Osaka, - San Diego, - San Francisco , - Shin-Chitose, - Seattle-Tacoma, - Shanghai-Pudong, - Singapour-Changi, - Taïwan-Taoyuan, - Vancouver, - Vladivostok , |
| Jeju Air                        | Pusan-Gimhae, Daegu, Guam-A.-B.-Won-Pat, Muan, Séoul-Incheon |
| Jet Asia Airways                | Bangkok-Suvarnabhumi |
| Jetstar Airways                 | Cairns, Gold Coast-Coolangatta |
| Jetstar Japan                   | - Fukuoka, - Hong Kong, - Kagoshima, - Kōchi (en), - Kumamoto, - Manille-N. Aquino, - Matsuyama, - Miyazaki, - Nagasaki, - Okinawa-Naha, - Ōita, - Osaka-Kansai, - Shin-Chitose, - Shanghai-Pudong, - Shimojishima, - Shonai (en), - Taïwan-Taoyuan, - Takamatsu |
| Jin Air                         | Séoul-Incheon |
| Juneyao Airlines                | Shanghai-Pudong |
| KLM                             | Amsterdam |
| Korean Air                      | Pusan-Gimhae, Honolulu, Séoul-Incheon |
| LOT Polish Airlines             | Varsovie-Chopin |
| Malaysia Airlines               | Kota Kinabalu, Kuala Lumpur |
| Mandarin Airlines               | Taichung |
| Martinair Holland               | Karlsruhe/Baden-Baden |
| MIAT Mongolian Airlines         | Oulan Bator-Buyant Ukhaa |
| Nepal Airlines                  | Katmandou-Tribhuvan |
| NokScoot                        | Bangkok-Don Muang |
| Peach                           | Amami, Fukuoka, Ishigaki-Painushima, Kaohsiung, Okinawa-Naha, Osaka-Kansai, Shin-Chitose, Taïwan-Taoyuan |
| Pakistan International Airlines | Pékin-Capitale, Islamabad-Benazir Bhutto |
| Philippine Airlines             | Mactan-Cebu, Manille-N. Aquino |
| Qantas                          | Brisbane |
| Qatar Airways                   | Doha-Hamad |
| Royal Air Maroc                 | Casablanca-Mohammed-V |
| Royal Brunei Airlines           | Bandar Seri Begawan |
| S7 Airlines                     | Irkoutsk, Khabarovsk, Novossibirsk-Tolmatchevo,, Vladivostok |
| SCAT Airlines                   | Noursoultan |
| Scoot                           | Bangkok-Don Muang, Singapour-Changi, Taïwan-Taoyuan |
| Shenzhen Airlines               | Shenzhen-Bao'an |
| Sichuan Airlines                | Chengdu-Shuangliu |
| Singapore Airlines              | Los Angeles, Singapour-Changi |
| Skymark Airlines                | Nagoya-Chūbu, Saipan |
| Spring Airlines                 | Shanghai-Pudong |
| Spring Airlines Japan           | Chongqing-Jiangbei, Harbin Taiping, Hiroshima, Ningbo, Saga (en), Shin-Chitose, Shanghai-Pudong, Tianjin Binhai, Wuhan |
| SriLankan Airlines              | Cootamundra |
| Swiss International Air Lines   | Zurich |
| TAP Air Portugal                | Lisbonne-H. Delgado |
| Thai AirAsia X                  | Bangkok-Don Muang |
| Thai Airways                    | Bangkok-Suvarnabhumi |
| Thai Lion Air                   | Bangkok-Don Muang |
| Tigerair Taiwan                 | Kaohsiung, Taïwan-Taoyuan |
| Turkish Airlines                | Istanbul |
| T'way Airlines                  | Daegu, Jeju, Séoul-Incheon |
| Ukraine International Airlines  | En saison : Kiev-Boryspil |
| United Airlines                 | Denver, Guam-A.-B.-Won-Pat, Honolulu, Houston-George Bush, Los Angeles, Newark-Liberty, San Francisco, Washington-Dulles |
| Uzbekistan Airways              | Tachkent |
| Vietjet Air                     | Hanoï-Nội Bài, Hô Chi Minh Ville (Tân Sơn Nhất) |
| Vietnam Airlines                | Đà Nẵng, Hanoï-Nội Bài, Hô Chi Minh Ville (Tân Sơn Nhất) |
| Viking Airlines                 | Stockholm-Arlanda |
| WestJet Airlines                | Calgary |
| XiamenAir                       | Fuzhou-Chánglè, Xiamen-Gaoqi |
| ZIPAIR Tokyo                    | Almaty, Bangkok-Suvarnabhumi, Honolulu, Johannesbourg OR Tambo, Kahului, Kinshasa-N'djili, Qamdo Bamda, Libreville-Léon Mba, Los Angeles, Nairobi-J. Kenyatta, Phoenix-Sky Harbor, Séoul-Incheon, Singapour-Changi, Vancouver |

Édité le 08/12/2024

### Cargo
Aeroflot-Cargo, AirBridgeCargo Airlines, Air France Cargo, Air Hong Kong, ANA & JP Express, Cathay Pacific, China Cargo Airlines, FedEx, KLM Cargo, Korean Air Cargo, Lufthansa Cargo, MASkargo, Nippon Cargo Airlines, Northwest Cargo, Polar Air Cargo, Singapore Airlines Cargo, UPS

## Accès

### Train
L'aéroport possède deux gares : la gare de l'aéroport de Narita Terminal 1 et la gare de l'aéroport de Narita Terminal 2·3. Elles sont desservies par les services suivants :

#### Narita Express (N'EX)
Le service Narita Express de la JR East relie l'aéroport de Narita à la ville de Tokyo et dessert les gares de Tokyo, Shinagawa, Shibuya, Shinjuku et Ikebukuro.

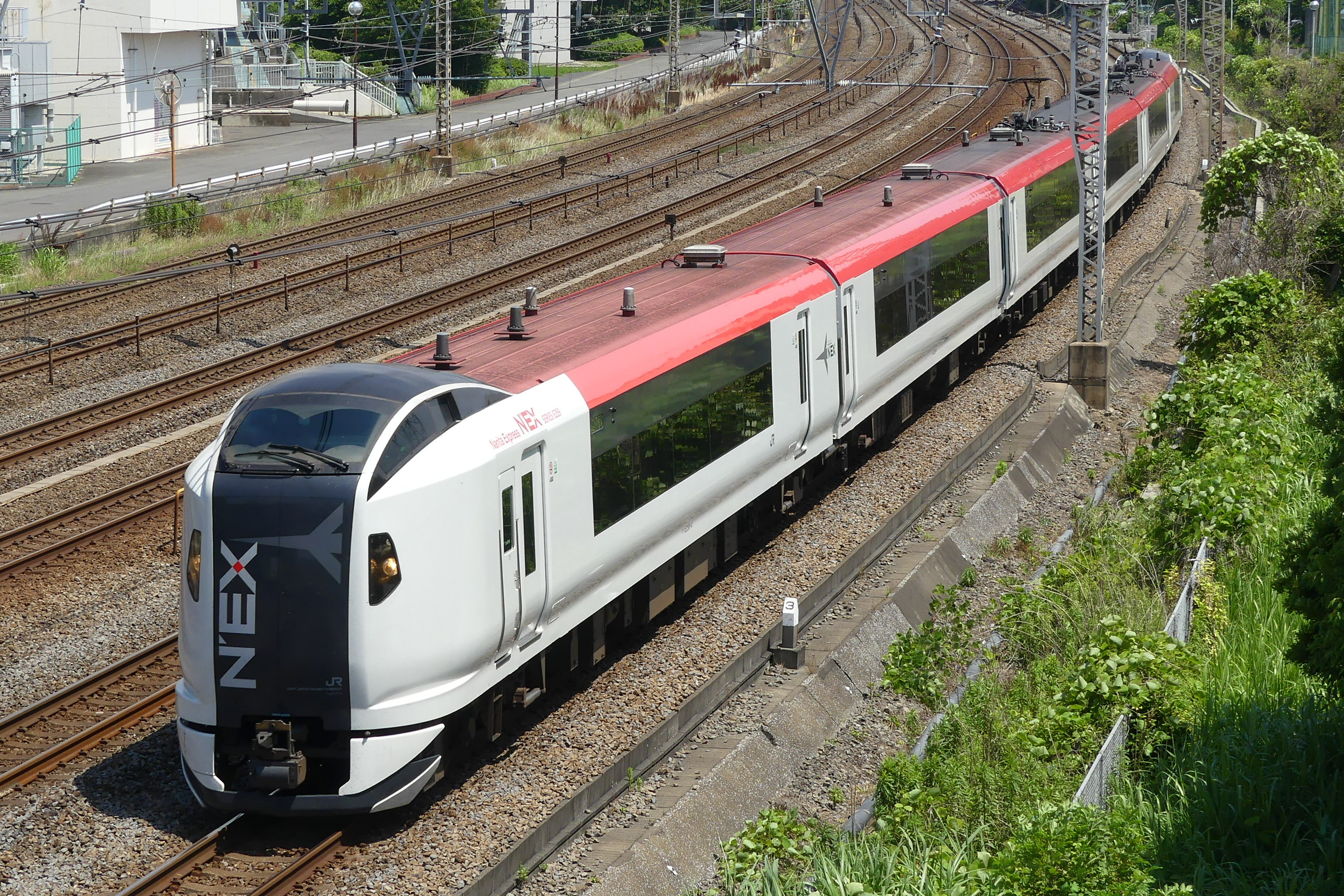
Narita Express

Jusqu'à la gare de Tokyo, le trajet dure environ 53 minutes et coûte 3 220 yens.
Au-delà, le Narita Express possède trois branches qui desservent également :
- les banlieues ouest de Tokyo (gares de Tachikawa, Hachiōji et Takao),
- la région de Saitama (gare d'Ōmiya),
- la région de Kanagawa (gares de Yokohama et d'Ōfuna).

#### Airport Narita
Ce service de la JR East est plus lent que le Narita Express mais il est moins cher et dessert plus de gares, comme la gare de Chiba. Pour un trajet Narita-Tokyo, la durée est de 82 minutes et le coût est de 1 280 yens, à raison d'un train par heure.

#### Skyliner
Le service Skyliner de la compagnie privée Keisei relie la gare de Keisei Ueno (située sous le parc d'Ueno) aux deux terminaux de Narita.

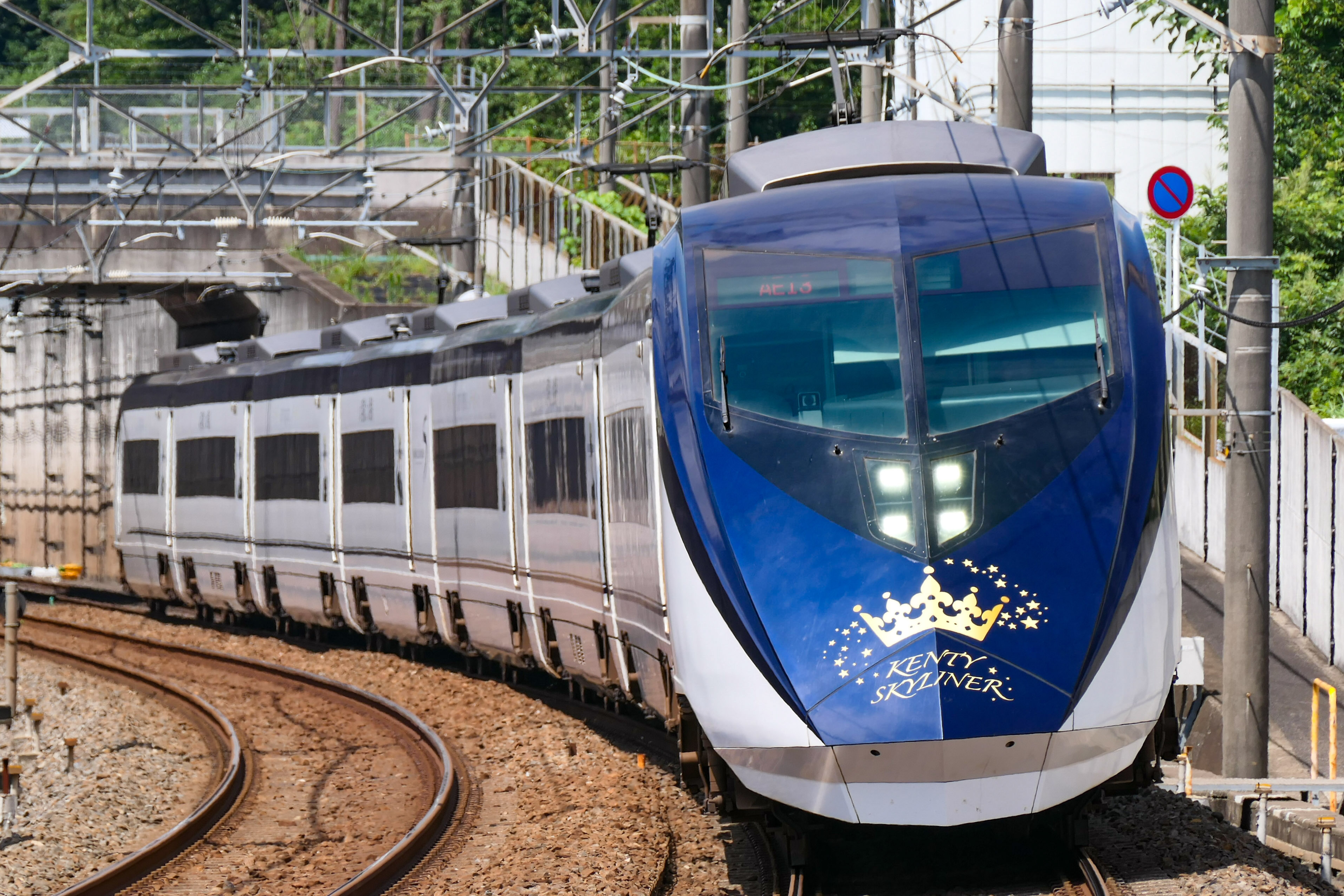
Skyliner

La nouvelle ligne Narita Sky Access et la ligne principale Keisei

Depuis le 17 juillet 2010, le service Skyliner utilise une nouvelle navette ferroviaire à grande vitesse entre le Terminal 2 et la station Nippori dans le centre-ville de Tokyo. Il emprunte la nouvelle ligne Narita Sky Access, ce qui réduit le temps de trajet du centre de Tokyo à l'aéroport de 51 à 36 minutes. Les rames ont également été remplacées par de nouvelles plus modernes et plus confortables.

#### Access Express
Cet autre service exploité par la Keisei relie l'aéroport à différentes gares :
- celle de Keisei Ueno en passant par le Narita Sky Access : trajet d'une heure et d'un coût de 1 240 yens ;
- celle d'Oshiage en 49 minutes pour 1 130 yens. Au-delà, le service Access Express est interconnecté avec la ligne Asakusa de la Toei jusqu'à Sengakuji, puis avec le réseau Keikyū jusqu'à l'aéroport de Haneda. La liaison entre les deux aéroports est effectuée en 89 minutes (1 740 yens).

#### Ligne principale Keisei
Cette ligne relie l'aéroport à Keisei Ueno en 81 minutes pour un coût de 1 030 yens en journée. Au-delà de 16h en semaine et de 17h en week-end, cette ligne est remplacée par le service Access Express jusqu'à Keisei Ueno.

### Route

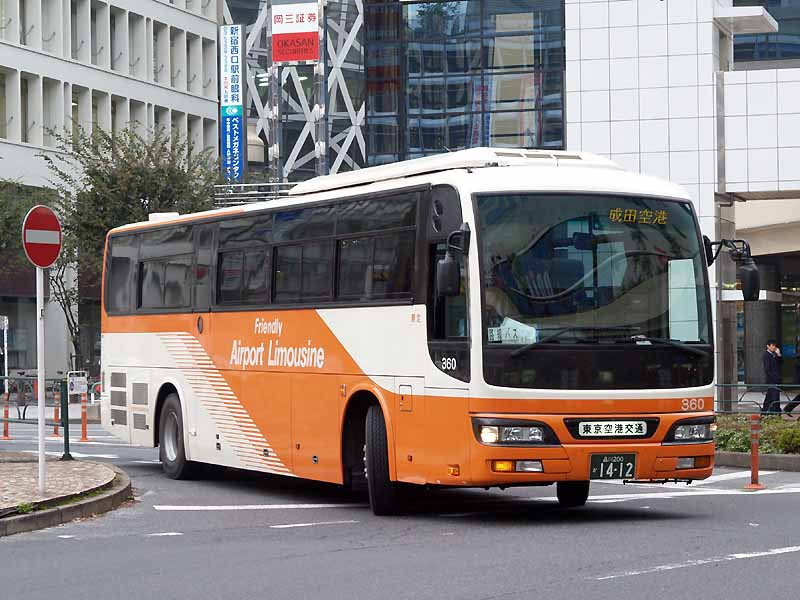
'Limousine Bus

Il est également possible de se rendre à l'aéroport en prenant les lignes de bus Limousine Bus qui relient l'aéroport et les principaux quartiers de Tokyo. On peut aussi prendre un taxi de Tokyo à l'aéroport, mais cela coûte plus de 20 000 yens (160 euros).

## Galerie de photos

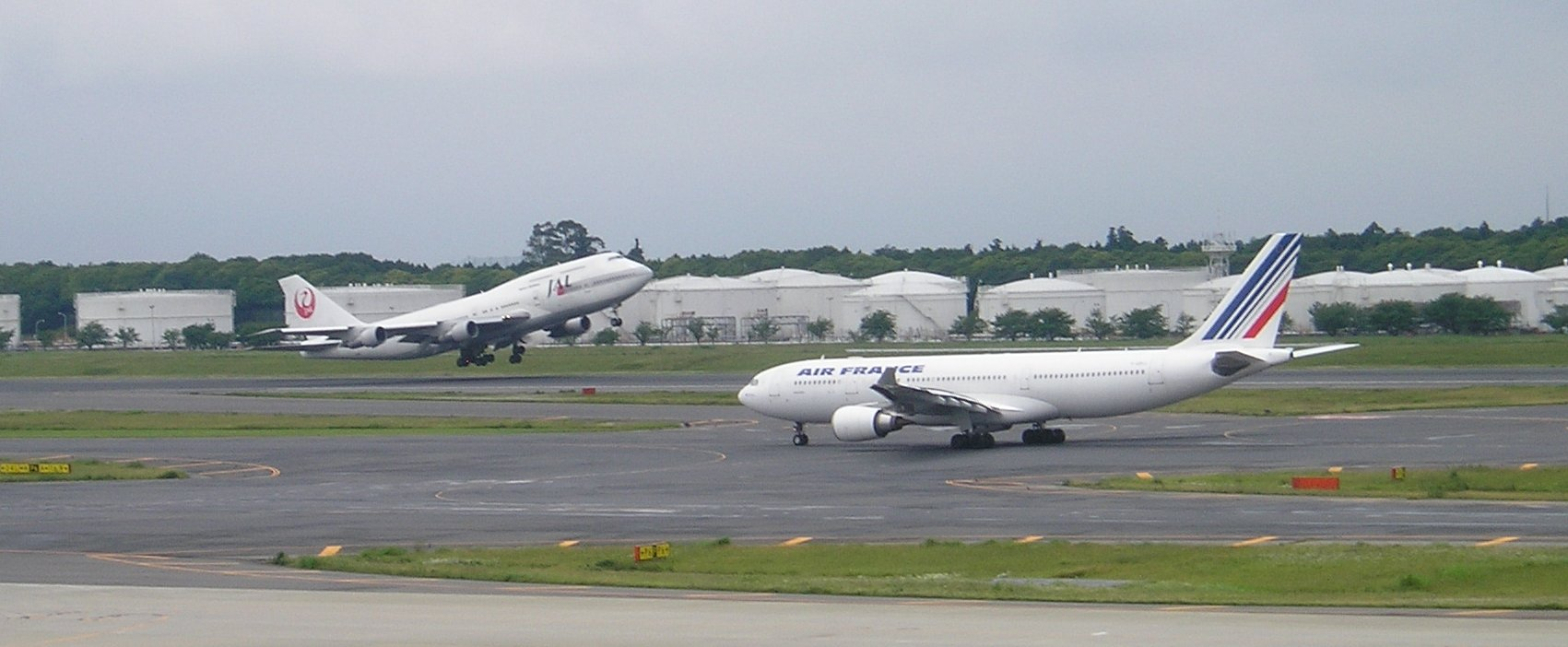
Boeing 747-400 de Japan Airlines au décollage et Airbus A330-200 d'Air France
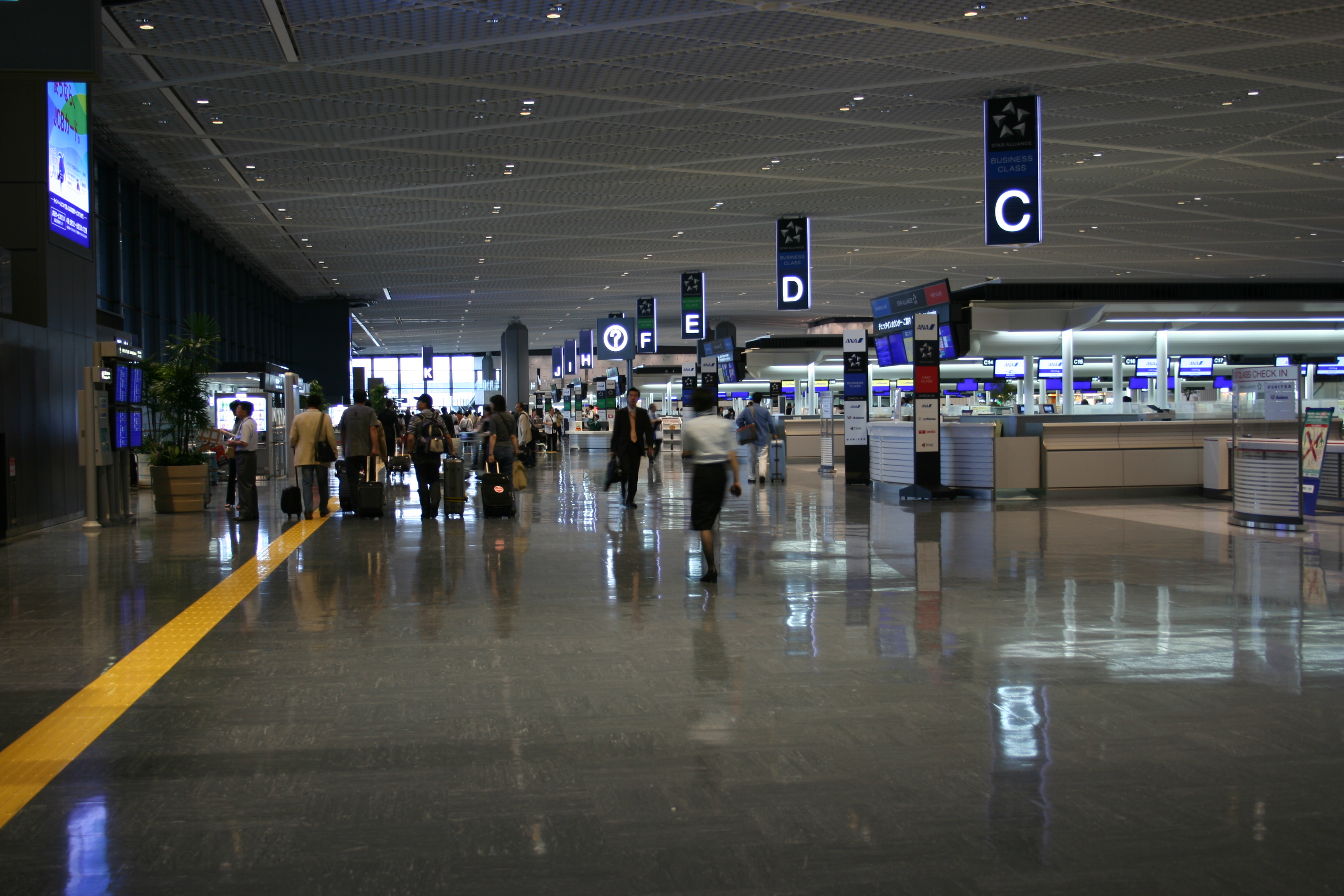
Terminal 1
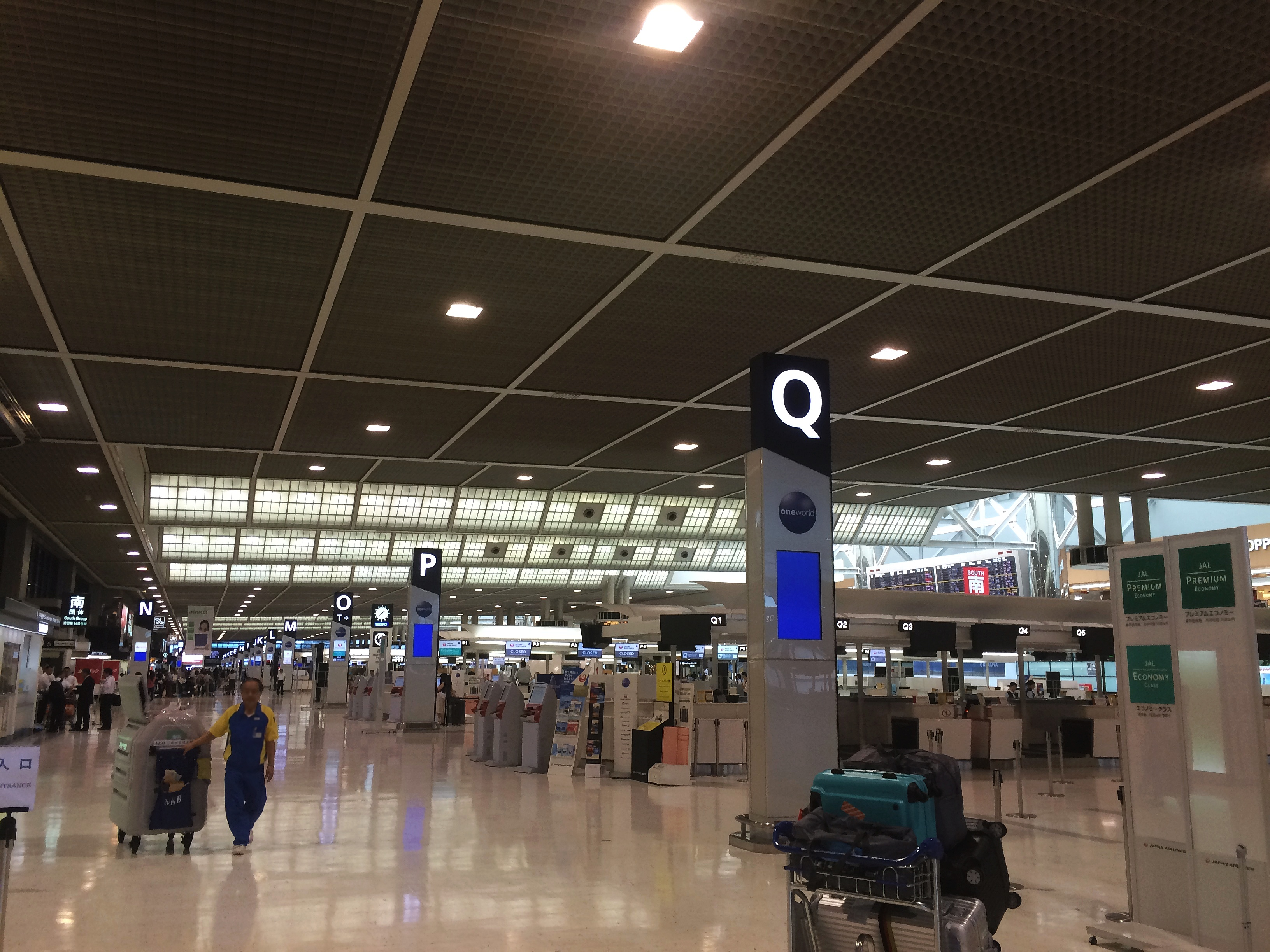
Terminal 2
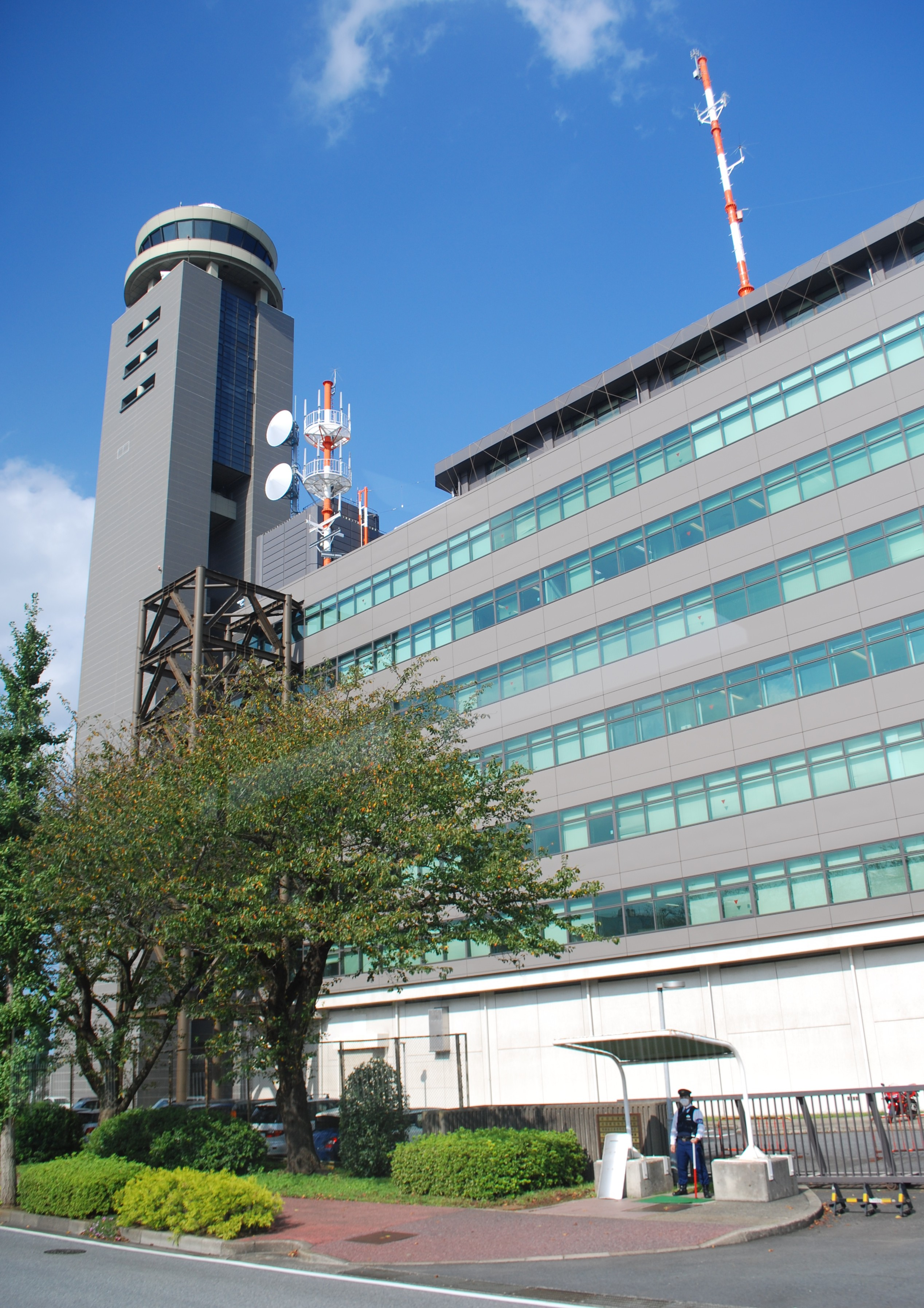
Tour de contrôle
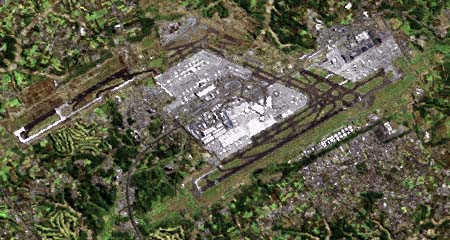
Vue satellite de NRT